# Cantón de Villeneuve-le-Roi
El cantón de Villeneuve-le-Roi era una división administrativa francesa, que estaba situada en el departamento de Valle del Marne y la región de Isla de Francia.

## Composición
El cantón estaba formado por dos comunas:
- Ablon-sur-Seine
- Villeneuve-le-Roi

## Supresión del cantón de Villeneuve-le-Roi
En aplicación del Decreto n.º 2014-171 de 17 de febrero de 2014, el cantón de Villeneuve-le-Roi fue suprimido el 22 de marzo de 2015 y sus 2 comunas pasaron a formar parte del nuevo cantón de Orly.